# Арлекино и другие
«Арлекино и другие» (укр. Арлекіно та інші)  — другий студійний альбом російської радянської співачки Алли Пугачової. Був виданий в СРСР фірмою «Мелодія» в травні 1979 року.

## Історія
Після випуску дебютної платівки, популярність Пугачової дала їй вихід у сольну кар'єру без участі в музичних ансамблях. У січні 1979 року в московському Театрі естради відбулася прем'єра концертної програми співачки «Женщина, которая поёт». До цього концерти Пугачової не мали певної назви, а в афішах писали «Поёт Алла Пугачёва». Крім Москви в 1979 році нову концертну програму Пугачова представила в Челябінську, Волгограді, Ставрополі, П'ятигорську, Кисловодську, Сочі, Донецьку, Харкові, Києві, містах Підмосков'я, Ленінграді, Сімферополі, Ялті, Новосибірську, Кемерово, Костромі. Протягом 1979 року Пугачова 3 рази відвідала НДР, де виступала в збірних концертах і популярних телепрограмах. 5 липня 1979 року в Москві вона дала спільний концерт з Джо Дассеном з нагоди відкриття Олімпійського готелю «Космос». 25 серпня 1979 Пугачова як почесний гість виступила в гала-концерті III Міжнародного фестивалю «Інтервіденіе-79» в Сопоті (Польща).
5 березня 1979 року в прокат вийшов кінофільм «Жінка, яка співає». Фільм зібрав 54,9 млн глядачів і зайняв у радянському кінопрокаті 1979 року перше місце; Пугачова за результатами опитування журналу «Радянський екран» була названа «Кращою акторкою року». Після виходу в прокат фільм отримав безліч відгуків і рецензій в радянській кінопресі — як позитивних, так і негативних, і викликав бурхливу полеміку в суспільстві, проте не скільки навколо себе, скільки навколо співачки. Так чи інакше, в цьому ж році на хвилі збільшеної популярності співачки, приймається рішення випуску другого сольного альбому.

## Про альбом
Альбом був виданий на численні прохання любителів творчості Алли Пугачової і увібрав в себе пісні, які були записані в 1975—1976 роках в період роботи співачки у ВІА «Веселі хлопці» і виходили на міньйонах і гнучких грамплатівках. Платівка містить композиції, записані для фільму «Іронія долі, або З легкою парою!» (1975), де Пугачова виступала в якості закадрової виконавиці (голос Барбари Брильська, що грала роль Наді Шевельової).

## Просування

### Пісня «Арлекино»

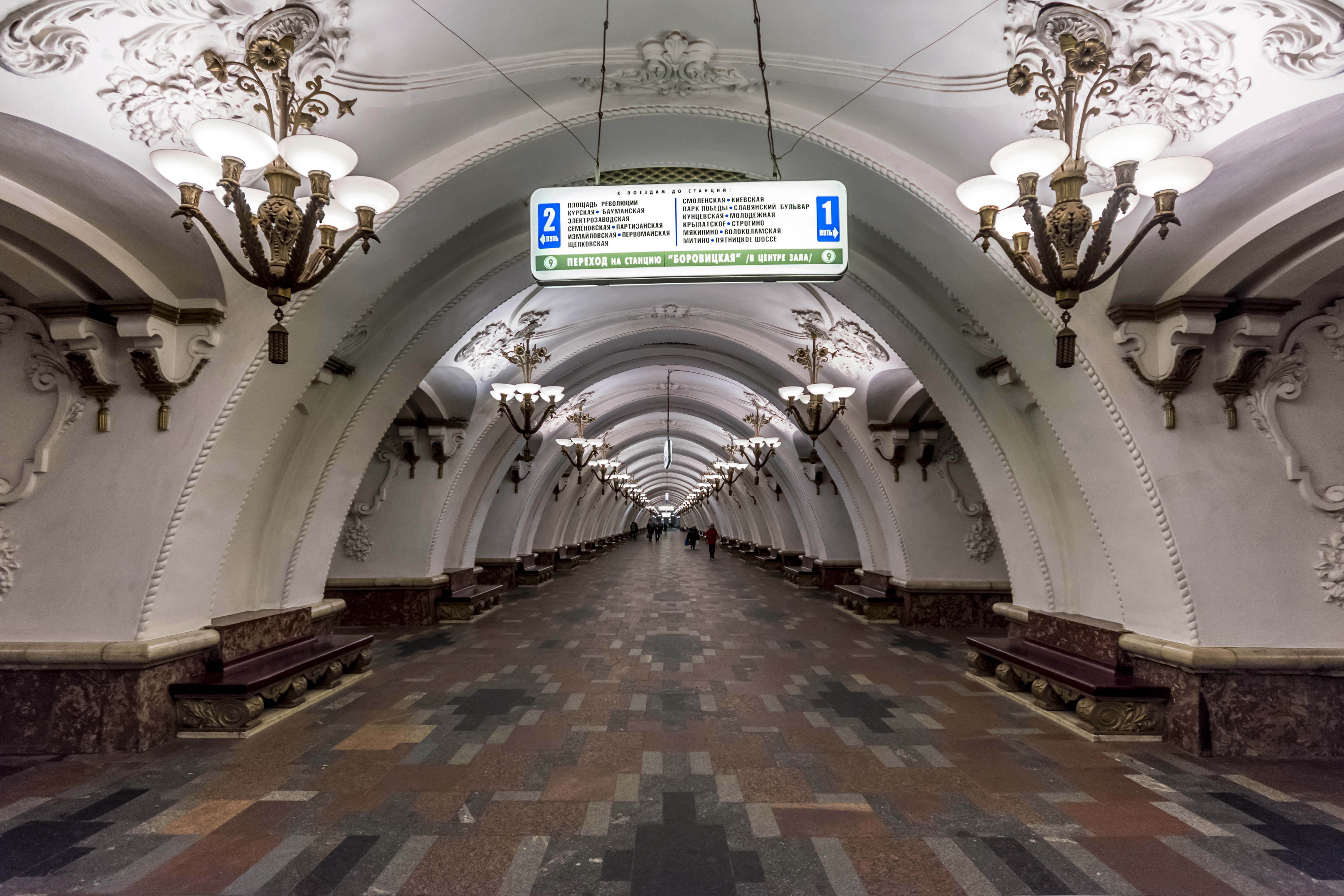
Станція метро «Арбатська» (Москва), на якій був знятий один з перших кліпів Пугачової на пісню «Арлекино» (1976)

Сингл «Арлекино» був виданий 21 липня 1975 року в моноваріанті на гнучкій платівці, проте надзвичайний успіх заголовної пісні сприяв повноцінному виданню на твердій платівці в стерео восени того ж року. Міньйон має кілька варіантів обкладинок, так як його тираж неодноразово додруковувався.
Пісня «Арлекино» стала поворотною у творчій долі співачки — саме з нею Алла Пугачова виграла на пісенному конкурсі «Златният Орфей» в Болгарії в 1975 році. Перемога на конкурсі (який був показаний радянським центральним телебаченням) принесла Пугачовій не тільки широку всесоюзну популярність, але і перший міжнародний успіх. У Болгарії вийшов сингл із записом концертного виконання пісні, а дещо пізніше в НДР вийшов запис пісні «Арлекино» німецькою мовою. З «Арлекино» почалася сольна кар'єра Алли Пугачової: до цього вона працювала як вокалістка різних музичних колективів.
У 1976 році на станції «Арбатська» був знятий кліп на пісню для музичного художнього фільму «Ансамбль невдах».
Незважаючи на явний успіх міньйону, пісні з нього («Посидим, поокаем», «Ты снишься мне») з'явилися лише в 1979 році на альбомі «Арлекино и другие».

### Виступи
У 1976 році Пугачова вперше стала лауреатом фестивалю «Пісня року». У заключному концерті «Пісня-76» вона виконала пісню «Очень хорошо». Тоді ж, в 1976 році Пугачова вперше взяла участь у новорічній телепередачі «Блакитний вогник», причому не тільки як виконавиця, але і як співведуча програми.

## Список композицій
| Сторона 1 (С60—11975) | Сторона 1 (С60—11975) | Сторона 1 (С60—11975) | Сторона 1 (С60—11975)         | Сторона 1 (С60—11975) |
| #                     | Назва                 | Автор слів            | Автор музики                  | Тривалість            |
| --------------------- | --------------------- | --------------------- | ----------------------------- | --------------------- |
| 1.                    | «Ты снишься мне»      | Микола Шумаков        | Олексій Мажуков               | 3:44                  |
| 2.                    | «22+28»               | Володимир Луговий     | В'ячеслав Добринін            | 2:46                  |
| 3.                    | «Ясные светлые глаза» | Володимир Лазарєв     | Роберт Мануков                | 3:49                  |
| 4.                    | «Посидим, поокаем»    | Ілля Рєзник           | Олександр Муромцев            | 3:25                  |
| 5.                    | «Арлекино»            | Борис Баркас          | Еміл Димитров Павло Слободкін | 4:30                  |

| Сторона 2 (С60—11976) | Сторона 2 (С60—11976) | Сторона 2 (С60—11976) | Сторона 2 (С60—11976) | Сторона 2 (С60—11976) |
| #                     | Назва                 | Автор слів            | Автор музики          | Тривалість            |
| --------------------- | --------------------- | --------------------- | --------------------- | --------------------- |
| 6.                    | «Мне нравится»        | Марина Цвєтаєва       | Мікаел Тарівердієв    | 1:34                  |
| 7.                    | «У зеркала»           | Марина Цвєтаєва       | Мікаел Тарівердієв    | 1:36                  |
| 8.                    | «По улице моей»       | Белла Ахмадуліна      | Мікаел Тарівердієв    | 2:48                  |
| 9.                    | «Посреди зимы»        | Наум Олєв             | Павло Слободкін       | 5:58                  |
| 10.                   | «Без тебя»            | Володимир Харітонов   | Анатолій Дніпров      | 4:34                  |
| 11.                   | «Очень хорошо»        | Давід Усманов         | Олексій Мажуков       | 3:21                  |